# Éditions Baker Street
Les éditions Baker Street sont une maison d'édition française indépendante créée à Paris en 2007 par Cynthia Liebow. La maison d'édition a pour vocation de favoriser les échanges entre les arts, en permettant aux livres de dépasser leur médium d’origine pour trouver des déclinaisons ailleurs, à travers des expositions, concerts, lectures, tables rondes, pièces de théâtre ou encore la vente des droits pour le cinéma, afin de prolonger et diversifier la vie du livre. Les événements organisés autour de chaque titre ont pour but de donner aux livres une place et même, dans certains cas, un rôle clef dans la vie de la cité. Les éditions Baker Street se consacrent à la publication en français d'auteurs anglophones, américains ou anglais. On y trouve en outre des essais et des livres illustrés.

## Historique
Cynthia Liebow a dirigé pendant trente ans des collections de littérature étrangère au sein des éditions Denoël, Buchet/Chastel et Flammarion, avant de fonder sa propre maison.
Le nom de la maison fait référence à la célèbre rue de Sherlock Holmes dans le centre de Londres.

## Les principaux auteurs publiés
Robert Littell, Eva rice, Louisa Young, Stephen McCauley et Pancho font partie des auteurs représentatifs du catalogue de la maison.
- Margery Allingham, Cercueils et Cie, 2010
- Jacques Attali, Shimon Peres, Avec nous, après vous, 2013
- Yvonne Baby, À l'encre bleu nuit, 2014
- Carl Bernstein, Hilary Clinton, 2008
- Gilles Biassette, L'amour des Loving, 2015
- Gilles Biassette, Où va l’Amérique ? De Wall Street à Main Street, la peur du déclin, 2012
- Christopher Buckley, Départs anticipés, 2008
- Christopher Buckley, Divine justice, 2010
- Christopher Buckley, Florence d'Arabie, 2012
- Jean-Pierre Cagnat, Le bordel d'Avignon, 2014
- Leslie Caron, Une française à Hollywood, 2011
- Mark Crick (en), La baignoire de Goethe, 2008
- Mark Crick (en), Le jardin de Machiavel, 2010
- Mark Crick (en), Éliette Abécassis, Le Messager, 2009
- Paul Du Noyer, Paul McCartney, Des mots qui vont très bien ensemble, Conversations avec Paul Du Noyer, 2015
- Nora Ephron, Je ne me souviens de rien, 2011
- Nora Ephron, Heartburn, 2013
- Antonia Fraser, Vous partez déjà ?, 2010
- Catherine Fruchon-Toussaint, Tennessee Williams, Une vie, 2011
- Stephen Fry et Hugh Laurie, Dérapages incontrôlables, 2014
- Zohreh Ghahremani, Un ciel de coquelicots, 2014
- Joanne Harris, Le rocher de Montmartre, 2008
- Joseph Hone (en), Une ombre au tableau, 2014
- Ely M. Liebow, 7 femmes contre Édimbourg, 2012
- Ely M. Liebow, L'homme qui était Sherlock Holmes, 2009
- Robert Littell, L'hirondelle avant l'orage, 2009
- Robert Littell, Philby: Portrait de l'espion en jeune homme, 2011
- Robert Littell, Une belle saloperie, 2013
- Robert Littell, Requiem pour une révolution, 2014
- Madeleine Malraux, Avec une légère intimité, 2013, Éditions Larousse et éditions Baker Street
- Stephen McCauley, L'(autre) homme de ma vie, 2010
- Stephen McCauley, L'art de la fugue, 2015 : roman adapté au cinéma par Brice Cauvin
- J.J.Murphy, Le cercle des plumes assassines, 2015
- Pancho, Un monde de brut, 2015
- Francine Prose, L'été d'après, 2009
- Eva Rice, Londres par hasard, 2013
- Elisabeth Sanxay Holding, Au pied du mur, 2013
- Louisa Young (en), Ravages, 2014
- Louisa Young, Je voulais te dire, 2012
- Tennessee Williams, De vous à moi, 2011

## Diffusion-Distribution
La distribution des éditions Baker Street, initialement assurée par Volumen, l'est aujourd'hui par Harmonia Mundi.

## Catalogue numérique
Les éditions Baker Street développent leur catalogue numérique, avec notamment la publication en ebook des romans de Robert Littell.